# Deuxième district congressionnel du Maine
Le 2e district congressionnel du Maine est un district de l'État américain du Maine. Couvrant 27 326 milles carrés (70 770 km2), il comprend près de 80 % de la superficie totale de l'État. Le district comprend la majeure partie de la superficie au nord des zones métropolitaines de Portland et d'Augusta. Il comprend les villes de Lewiston, Bangor, Auburn et Presque Isle. Le district est représenté par le Démocrate Jared Golden, qui a pris ses fonctions en 2019.
C'est le plus grand district à l'est du Fleuve Mississippi et le 24e plus grand au total. C'est le deuxième district le plus rural des États-Unis, avec 72 % de sa population dans les zones rurales, et il a la deuxième plus forte proportion de résidents blancs non hispaniques (94 %); seul le 5e district du Kentucky le dépasse dans les deux catégories. De plus, c'est le seul district de la Nouvelle-Angleterre à avoir voté pour Donald Trump en 2020. De plus, c'était l'un des cinq districts qui ont voté pour Trump en 2020 tout en étant remporté ou détenu par un Démocrate en 2022.

## Histoire
Jusqu'à ce que le Compromis du Missouri soit atteint en 1820, le Maine faisait partie du Massachusetts en tant que District du Maine. Lorsqu'il est devenu un État en 1820, le Maine avait sept districts congressionnel qui lui étaient crédités (le Massachusetts, y compris le Maine, avait reçu 20 districts après le recensement de 1810). Depuis que le Maine est devenu un État, tous les districts sauf deux ont été réaffectés à d'autres États.
En 2018, le district est devenu le premier aux États-Unis à élire le vainqueur du choix classé plutôt que le vainqueur uninominal à un tour, après qu'un référendum en 2016 a changé le système électoral du Maine de ce dernier système à l'ancien. Le Représentant sortant Bruce Poliquin a remporté une pluralité de votes de première préférence. Cependant, les deuxième et troisième préférences de deux candidats indépendants sont allées massivement à Jared Golden, lui permettant de gagner avec 50,6% des voix une fois toutes les préférences distribuées.
Historiquement, le district a eu tendance à conserver ses titulaires quel que soit le parti. Lorsque Golden a battu le Républicain sortant de deux mandats Bruce Poliquin en 2018, c'était la première fois qu'un titulaire perdait sa réélection dans le district depuis 1916. Depuis 1965, les Représentants du district ont fréquemment sollicité des postes dans tout l'État. Trois Sénateurs américains (le Démocrate William Hathaway et les Républicains William Cohen et Olympia Snowe), un Gouverneur (le Démocrate John Baldacci) et un candidat au poste de Gouverneur (le Démocrate Mike Michaud) occupaient tous le siège. En raison de sa taille, le Représentant du district est généralement considéré comme une figure à l'échelle de l'État; son empreinte comprend des portions des trois marchés de la télévision ancrés dans l'État.
Les limites du district sont ouvertes à un réexamen à la lumière des changements de population révélés par le recensement décennal des États-Unis. Jusqu'en 2011, la Constitution du Maine prévoyait que l'État redistribuait les districts congressionnels sur la base des données du recensement tous les dix ans à partir de 1983, ce qui aurait signifié que l'État devait ensuite envisager un redécoupage en 2013. Cependant, une action en justice fédérale a été déposée en mars 2011 a conduit à exiger que le Maine accélère son processus de redécoupage. En tant que telle, la carte congressionnelle du Maine a été redessinée à temps pour les élections au Congrès de 2012 et de 2022.

## Géographie
Le  arrondissement comprend l'intégralité des comtés suivants à l'exception de Kennebec, qu'il partage avec le 1er district. Les villes et villages du Comté de Kennebec dans le  district comprennent Augusta, Belgrade, Chelsea, Farmingdale, Fayette, Gardiner, Hallowell, Manchester, Monmouth, Mount Vernon, Oakland, Randolph, Readfield, Rome, Sidney, Vienne, Wayne et Winthrop.
| #  | Comté        | Siège          | Population |
| -- | ------------ | -------------- | ---------- |
| 1  | Androscoggin | Auburn         | 113 765    |
| 3  | Aroostook    | Houlton        | 67 351     |
| 7  | Franklin     | Farmington     | 30 828     |
| 9  | Hancock      | Ellsworth      | 56 526     |
| 11 | Kennebec     | Augusta        | 27 529     |
| 17 | Oxford       | Paris          | 59 905     |
| 19 | Penobscot    | Bangor         | 155 312    |
| 21 | Piscataquis  | Dover-Foxcroft | 17 486     |
| 25 | Somerset     | Skowhegan      | 51 302     |
| 27 | Waldo        | Belfast        | 40 620     |
| 29 | Washington   | Machias        | 31 555     |

## Historique de vote
Lors des élections présidentielles américaines, la plupart des États attribuent tous les votes électoraux de l'État au candidat qui remporte le vote populaire à l'échelle de l'État. Il s'agit d'un type de vote au vainqueur. Le Maine et le Nebraska utilisent à la place la méthode du district congressionnel, où le vainqueur dans chacun des districts congressionnel de l'État obtient un vote électoral, et le vainqueur à l'échelle de l'État obtient deux votes électoraux supplémentaires. Depuis que le Maine a introduit ce système en 1969, le deuxième district du Maine a voté de la même manière que l'ensemble de l'État du Maine pour chaque élection jusqu'en 2016 et 2020.
| Année | Poste     | Résultats                        |
| ----- | --------- | -------------------------------- |
| 1972  | Président | Nixon 62,0 % – 38,0 %            |
| 1976  | Président | Ford 49,0 % – 48,0 %             |
| 1980  | Président | Reagan 46,0 % – 43,0 %           |
| 1984  | Président | Reagan 62,0 % – 38,0 %           |
| 1988  | Président | Bush 55,0 % – 45,0 %             |
| 1992  | Président | Clinton 38,0 % – 33,0 % – 28,0 % |
| 1996  | Président | Clinton 51,0 % – 30,0 %          |
| 2000  | Président | Gore 47,0 % – 46,0 %             |
| 2004  | Président | Kerry 52,0 % – 46,0 %            |
| 2008  | Président | Obama 55,0 % – 43,0 %            |
| 2012  | Président | Obama 53,0 % – 44,0 %            |
| 2016  | Président | Trump 51,0 % – 41,0 %            |
| 2020  | Président | Trump 52,0 % – 45,0 %            |

## Liste des Représentants du district
| Membre                          | Parti                  | Années                              | Congrès     | Histoire électorale | Zone géographique |
| ------------------------------- | ---------------------- | ----------------------------------- | ----------- | --- | --- |
| District établit le 4 mars 1821 |                        |                                     |             | | |
| Ezekiel Whitman (en)            | Fédéraliste            | 4 mars 1821 - 1er juin 1822         | 17          | Redécoupage depuis le 15e district congressionnel du Massachusetts et réélu en 1820. Démissionne. | 1821–1823 Comté de Cumberland : Brunswick, Cape Elizabeth, Danville, Durham, Falmouth, Freeport, Gorham, Gray, Harpswell, New Gloucester, North Yarmouth, Portland, Pownal, Scarborough, Westbrook et Windham                                  |
| Vacant                          | Vacant                 | 1er juin 1822 - 2 décembre 1822     | 17          | | 1821–1823 Comté de Cumberland : Brunswick, Cape Elizabeth, Danville, Durham, Falmouth, Freeport, Gorham, Gray, Harpswell, New Gloucester, North Yarmouth, Portland, Pownal, Scarborough, Westbrook et Windham                                  |
| Mark Harris (en)                | Républicain-Démocrate  | 2 décembre 1822 - 3 mars 1823       | 17          | Élu pour terminer le mandat de Whitman. Retrait. | 1821–1823 Comté de Cumberland : Brunswick, Cape Elizabeth, Danville, Durham, Falmouth, Freeport, Gorham, Gray, Harpswell, New Gloucester, North Yarmouth, Portland, Pownal, Scarborough, Westbrook et Windham                                  |
| Stephen Longfellow (en)         | Adams-Clay Fédéraliste | 4 mars 1823 - 3 mars 1825           | 20e         | Élu en 1823. perd sa réélection. | 1823–1833 Comté de Cumberland : Brunswick, Cape Elizabeth, Cumberland, Danville, Durham, Falmouth, Freeport, Gorham, Gray, Harpswell, New Gloucester, North Yarmouth, Poland, Portland, Pownal, Raymond, Scarborough, Westbrook et Windham     |
| John Anderson (en)              | Jacksonien (en)        | 4 mars 1825 - 3 mars 1833           | 19e - 22e   | Élu en 1824. Réélu en 1826. Réélu en 1828. Réélu en 1830. Retrait pour se présenter comme Maire de Portland.                                                                                           | 1823–1833 Comté de Cumberland : Brunswick, Cape Elizabeth, Cumberland, Danville, Durham, Falmouth, Freeport, Gorham, Gray, Harpswell, New Gloucester, North Yarmouth, Poland, Portland, Pownal, Raymond, Scarborough, Westbrook et Windham     |
| Francis Smith                   | Jacksonien (en)        | 4 mars 1833 - 3 mars 1837           | 23e - 25e   | Élu en 1833. Réélu en 1834. Réélu en 1836. perd sa réélection. | 1833–1843 |
| Francis Smith                   | Démocrate              | 4 mars 1837 - 3 mars 1839           | 23e - 25e   | Élu en 1833. Réélu en 1834. Réélu en 1836. perd sa réélection. | 1833–1843 |
| Albert Smith (en)               | Démocrate              | 4 mars 1839 - 3 mars 1841           | 26e         | Élu en 1838. perd sa réélection. | 1833–1843 |
| William Pit Fessenden           | Whig                   | 4 mars 1841 - 3 mars 1843           | 27e         | Élu en 1840. Retrait. | 1833–1843 |
| Robert P. Dunlap (en)           | Démocrate              | 4 mars 1843 - 3 mars 1847           | 28e , 29e   | Élu en 1843. Réélu en 1844. Retrait. | 1843–1853 |
| Asa Clapp (en)                  | Démocrate              | 4 mars 1847 - 3 mars 1849           | 30e         | Élu en 1846. Retrait. | 1843–1853 |
| Nathaniel Littlefield (en)      | Démocrate              | 4 mars 1849 - 3 mars 1851           | 31e         | Élu en 1848. Retrait. | 1843–1853 |
| John Appleton (en)              | Démocrate              | 4 mars 1851 - 3 mars 1853           | 32e         | Élu en 1850. Retrait. | 1843–1853 |
| Samuel Mayall (en)              | Démocrate              | 4 mars 1853 - 3 mars 1855           | 33e         | Élu en 1852. Retrait. | 1853–1863 |
| John J. Perry (en)              | Opposition Party (en)  | 4 mars 1855 - 3 mars 1857           | 34e         | Élu en 1854. Retrait. | 1853–1863 |
| Charles J. Gilman (en)          | Républicain            | 4 mars 1857 - 3 mars 1859           | 35e         | Élu en 1856. Retrait. | 1853–1863 |
| John J. Perry (en)              | Républicain            | 4 mars 1859 - 3 mars 1861           | 36e         | Élu en 1858. Retrait. | 1853–1863 |
| Charles W. Walton (en)          | Républicain            | 4 mars 1861 - 26 mai 1862           | 37e         | Élu en 1860. Démissionne lors de sa désignation comme Juge Assesseur de la Cour Suprême Judiciaire du Maine.                                                                                           | 1853–1863 |
| Vacant                          | Vacant                 | 26 mai 1862 - 1er décembre 1862     | 37e         | | 1853–1863 |
| Thomas Fessenden (en)           | Républicain            | 1er décembre 1862 - 3 mars 1863     | 37e         | Élu pour terminer le mandat de Walton. Retrait. | 1853–1863 |
| Sidney Perham (en)              | Républicain            | 4 mars 1863 - 3 mars 1869           | 38e - 40e   | Élu en 1862. Réélu en 1864. Réélu en 1866. Retrait. | 1863–1873 |
| Samuel P. Morrill (en)          | Républicain            | 4 mars 1869 - 3 mars 1871           | 41e         | Élu en 1868. perd sa renomination. | 1863–1873 |
| William P. Frye                 | Républicain            | 4 mars 1871 - 17 mars 1881          | 42e - 47e   | Élu en 1870. Réélu en 1872. Réélu en 1874. Réélu en 1876. Réélu en 1878. Réélu en 1880. Démissionne lorsqu'élu Sénateur des États-Unis.                                                                | 1863–1873 |
| 1873–1883                       |                        |                                     | 42e - 47e   | Élu en 1870. Réélu en 1872. Réélu en 1874. Réélu en 1876. Réélu en 1878. Réélu en 1880. Démissionne lorsqu'élu Sénateur des États-Unis.                                                                | |
| Vacant                          | Vacant                 | 17 mars 1881 - 12 septembre 1881    | 47e         | | |
| Nelson Dingley Jr.              | Républicain            | 12 septembre 1881 - 3 mars 1883     | 47e         | Élu pour terminer le mandat de Frye. Redécoupage vers le district at-large. | |
| District supprimé               | District supprimé      | 3 mars 1883 - 3 mars 1885           | 48e         | Utilisation du district at-large | Utilisation du district at-large |
| Nelson Dingley Jr.              | Républicain            | 3 mars 1885 - 13 janvier 1899       | 49e - 55e   | Redécoupage depuis le district at-large et réélu en 1884. Réélu en 1886. Réélu en 1888. Réélu en 1890. Réélu en 1892. Réélu en 1894. Réélu en 1896. Réélu en 1898 mais décède avant le mandat suivant. | 1885–1893 |
| 1893–1903                       |                        |                                     | 49e - 55e   | Redécoupage depuis le district at-large et réélu en 1884. Réélu en 1886. Réélu en 1888. Réélu en 1890. Réélu en 1892. Réélu en 1894. Réélu en 1896. Réélu en 1898 mais décède avant le mandat suivant. | |
| Vacant                          | Vacant                 | 13 janvier 1899 - 19 juin 1899      | 55e , 56e   | | |
| Charles E. Littlefield          | Républicain            | 19 juin 1899 - 30 septembre 1908    | 56e - 60e   | Élu pour terminer le mandat de Dingley. Réélu en 1900. Réélu en 1902. Réélu en 1904. Réélu en 1906. Démissionne.                                                                                       | |
| 1903–1913                       |                        |                                     | 56e - 60e   | Élu pour terminer le mandat de Dingley. Réélu en 1900. Réélu en 1902. Réélu en 1904. Réélu en 1906. Démissionne.                                                                                       | |
| Vacant                          | Vacant                 | 30 septembre 1908 - 3 novembre 1908 | 60e         | | |
| John P. Swasey (en)             | Républicain            | 3 novembre 1908 - 3 mars 1911       | 60e , 61e   | Élu pour terminer le mandat de Littlefield. perd sa réélection. | |
| Daniel J. McGillicuddy (en)     | Démocrate              | 4 mars 1911 - 3 mars 1917           | 62e - 64e   | Élu en 1910. Réélu en 1912. Réélu en 1914. perd sa réélection. | |
| 1913–1923                       |                        |                                     | 62e - 64e   | Élu en 1910. Réélu en 1912. Réélu en 1914. perd sa réélection. | |
| Wallace H. White Jr. (en)       | Républicain            | 4 mars 1917 - 3 mars 1931           | 65e - 71e   | Élu en 1916. Réélu en 1918. Réélu en 1920. Réélu en 1922. Réélu en 1924. Réélu en 1926. Réélu en 1928. Retrait pour se présenter comme Sénateur des États-Unis.                                        | |
| 1923–1933                       |                        |                                     | 65e - 71e   | Élu en 1916. Réélu en 1918. Réélu en 1920. Réélu en 1922. Réélu en 1924. Réélu en 1926. Réélu en 1928. Retrait pour se présenter comme Sénateur des États-Unis.                                        | |
| Donald B. Partridge (en)        | Républicain            | 4 mars 1931 - 3 mars 1933           | 72e         | Élu en 1930. Retrait. | |
| Edward C. Moran Jr. (en)        | Démocrate              | 4 mars 1933 - 3 janvier 1937        | 73e , 74e   | Élu en 1932. Réélu en 1934. Retrait. | 1933–1943 |
| Clyde H. Smith (en)             | Républicain            | 3 janvier 1937 - 8 avril 1940       | 75e , 76e   | Élu en 1936. Réélu en 1938. Décède. | 1933–1943 |
| Vacant                          | Vacant                 | 8 avril 1940 - 3 juin 1940          | 76e         | | 1933–1943 |
| Margaret Chase Smith            | Républicain            | 3 juin 1940 - 3 janvier 1949        | 76e - 80e   | Élue pour terminer le mandat de son mari. Réélue en 1940. Réélue en 1942. Réélue en 1944. Réélue en 1946. Retrait pour se présenter comme Sénateur des États-Unis.                                     | 1933–1943 |
| 1943–1953                       |                        |                                     | 76e - 80e   | Élue pour terminer le mandat de son mari. Réélue en 1940. Réélue en 1942. Réélue en 1944. Réélue en 1946. Retrait pour se présenter comme Sénateur des États-Unis.                                     | |
| Charles P. Nelson (en)          | Républicain            | 3 janvier 1949 - 3 janvier 1957     | 81e - 84e   | Élu en 1948. Réélu en 1950. Réélu en 1952. Réélu en 1954. Retrait. | |
| 1953–1963                       |                        |                                     | 81e - 84e   | Élu en 1948. Réélu en 1950. Réélu en 1952. Réélu en 1954. Retrait. | |
| Frank M. Coffin (en)            | Démocrate              | 3 janvier 1957 - 3 janvier 1961     | 85e , 86e   | Élu en 1956. Réélu en 1958. Retrait pour se présenter comme Gouverneur. | |
| Stanley R. Tupper (en)          | Républicain            | 3 janvier 1961 - 3 janvier 1963     | 87e         | Élu en 1960. Redécoupage vers le 1er district. | |
| Clifford G. McIntire (en)       | Républicain            | 3 janvier 1963 - 3 janvier 1965     | 88e         | Redécoupage depuis le 3e district et réélu en 1962. Retrait pour se présenter comme Sénateur des États-Unis.                                                                                           | 1963–1973 |
| William Hathaway                | Démocrate              | 3 janvier 1965 - 3 janvier 1973     | 89e - 92e   | Élu en 1964. Réélu en 1966. Réélu en 1968. Réélu en 1970. Retrait pour se présenter comme Sénateur des États-Unis.                                                                                     | 1963–1973 |
| William Cohen                   | Républicain            | 3 janvier 1973 - 3 janvier 1979     | 93e - 95e   | Élu en 1972. Réélu en 1974. Réélu en 1976. Retrait pour se présenter comme Sénateur des États-Unis. | 1973–1983 |
| Olympia Snowe                   | Républicain            | 3 janvier 1979 - 3 janvier 1995     | 96e - 103e  | Élue en 1978. Réélue en 1980. Réélue en 1982. Réélue en 1984. Réélue en 1986. Réélue en 1988. Réélue en 1990. Réélue en 1992. Retrait pour se présenter comme Sénatrice des États-Unis.                | 1973–1983 |
| 1983–1993                       |                        |                                     | 96e - 103e  | Élue en 1978. Réélue en 1980. Réélue en 1982. Réélue en 1984. Réélue en 1986. Réélue en 1988. Réélue en 1990. Réélue en 1992. Retrait pour se présenter comme Sénatrice des États-Unis.                | |
| 1993–2003                       |                        |                                     | 96e - 103e  | Élue en 1978. Réélue en 1980. Réélue en 1982. Réélue en 1984. Réélue en 1986. Réélue en 1988. Réélue en 1990. Réélue en 1992. Retrait pour se présenter comme Sénatrice des États-Unis.                | |
| John Baldacci                   | Démocrate              | 3 janvier 1995 - 3 janvier 2003     | 104e - 107e | Élu en 1994. Réélu en 1996. Réélu en 1998. en 2000. Retrait pour se présenter comme Gouverneur. | |
| Mike Michaud                    | Démocrate              | 3 janvier 2003 - 3 janvier 2015     | 108e - 113e | Élu en 2002. Réélu en 2004. Réélu en 2006. Réélu en 2008. Réélu en 2010. Réélu en 2012. Retrait pour se présenter comme Gouverneur.                                                                    | 2003–2013 Comtés d'Androscoggin, Aroostook, Franklin, Hancock, Oxford, Penobscot, Piscataquis, Somerset, Waldo, Washington, et les villes de Benton, Clinton, Fayette, Litchfield, Oakland, Waterville, Wayne et Winslow du Comté de Kennebec. |
| Mike Michaud                    | Démocrate              | 3 janvier 2003 - 3 janvier 2015     | 108e - 113e | Élu en 2002. Réélu en 2004. Réélu en 2006. Réélu en 2008. Réélu en 2010. Réélu en 2012. Retrait pour se présenter comme Gouverneur.                                                                    | 2013–2023 |
| Bruce Poliquin                  | Républicain            | 3 janvier 2015 - 3 janvier 2019     | 114e , 115e | Élu en 2014. Réélu en 2016. perd sa réélection. | |
| Jared Golden                    | Démocrate              | 3 janvier 2019 - Présent            | 116e - 118e | Élu en 2018. Réélu en 2020. Réélu en 2022. | |
| Jared Golden                    | Démocrate              | 3 janvier 2019 - Présent            | 116e - 118e | Élu en 2018. Réélu en 2020. Réélu en 2022. | Depuis 2023 |

## Résultats des récentes élections dans le district
Voici les résultats des dix précédents cycles électoraux dans le district.

### 2004
| Élection de 2004 du 2e district congressionnel du Maine | Élection de 2004 du 2e district congressionnel du Maine | Élection de 2004 du 2e district congressionnel du Maine | Élection de 2004 du 2e district congressionnel du Maine | Élection de 2004 du 2e district congressionnel du Maine |
| ------------------------------------------------------- | ------------------------------------------------------- | ------------------------------------------------------- | ------------------------------------------------------- | ------------------------------------------------------- |
| Parti                                                   | Parti                                                   | Candidat                                                | Votes                                                   | %                                                       |
|                                                         | Démocrate                                               | Mike Michaud (sortant)                                  | 199 303                                                 | 58,03                                                   |
|                                                         | Républicain                                             | Brian Hamel                                             | 135 547                                                 | 39,47                                                   |
|                                                         | Égalité Socialiste                                      | Carl Cooley                                             | 8 586                                                   | 2,50                                                    |
| Total des votes                                         | Total des votes                                         | Total des votes                                         | 343 436                                                 | 100 %                                                   |
|                                                         | Les Démocrates conservent                               |                                                         |                                                         |                                                         |

### 2006
| Élection de 2006 du 2e district congressionnel du Maine | Élection de 2006 du 2e district congressionnel du Maine | Élection de 2006 du 2e district congressionnel du Maine | Élection de 2006 du 2e district congressionnel du Maine | Élection de 2006 du 2e district congressionnel du Maine |
| ------------------------------------------------------- | ------------------------------------------------------- | ------------------------------------------------------- | ------------------------------------------------------- | ------------------------------------------------------- |
| Parti                                                   | Parti                                                   | Candidat                                                | Votes                                                   | %                                                       |
|                                                         | Démocrate                                               | Mike Michaud (sortant)                                  | 179 732                                                 | 70,52                                                   |
|                                                         | Républicain                                             | L. Scott D'Amboise                                      | 75 146                                                  | 29,48                                                   |
| Total des votes                                         | Total des votes                                         | Total des votes                                         | 254 878                                                 | 100 %                                                   |
|                                                         | Les Démocrates conservent                               |                                                         |                                                         |                                                         |

### 2008
| Élection de 2008 du 2e district congressionnel du Maine | Élection de 2008 du 2e district congressionnel du Maine | Élection de 2008 du 2e district congressionnel du Maine | Élection de 2008 du 2e district congressionnel du Maine | Élection de 2008 du 2e district congressionnel du Maine |
| ------------------------------------------------------- | ------------------------------------------------------- | ------------------------------------------------------- | ------------------------------------------------------- | ------------------------------------------------------- |
| Parti                                                   | Parti                                                   | Candidat                                                | Votes                                                   | %                                                       |
|                                                         | Démocrate                                               | Mike Michaud (sortant)                                  | 226 274                                                 | 67,44                                                   |
|                                                         | Républicain                                             | John Frary                                              | 109 268                                                 | 32,57                                                   |
| Total des votes                                         | Total des votes                                         | Total des votes                                         | 335 542                                                 | 100 %                                                   |
|                                                         | Les Démocrates conservent                               |                                                         |                                                         |                                                         |

### 2010
| Élection de 2010 du 2e district congressionnel du Maine | Élection de 2010 du 2e district congressionnel du Maine | Élection de 2010 du 2e district congressionnel du Maine | Élection de 2010 du 2e district congressionnel du Maine | Élection de 2010 du 2e district congressionnel du Maine |
| ------------------------------------------------------- | ------------------------------------------------------- | ------------------------------------------------------- | ------------------------------------------------------- | ------------------------------------------------------- |
| Parti                                                   | Parti                                                   | Candidat                                                | Votes                                                   | %                                                       |
|                                                         | Démocrate                                               | Mike Michaud (sortant)                                  | 147 042                                                 | 55,13                                                   |
|                                                         | Républicain                                             | Jason J. Levesque                                       | 119 669                                                 | 44,87                                                   |
| Total des votes                                         | Total des votes                                         | Total des votes                                         | 266 711                                                 | 100 %                                                   |
|                                                         | Les Démocrates conservent                               |                                                         |                                                         |                                                         |

### 2012
| Élection de 2012 du 2e district congressionnel du Maine | Élection de 2012 du 2e district congressionnel du Maine | Élection de 2012 du 2e district congressionnel du Maine | Élection de 2012 du 2e district congressionnel du Maine | Élection de 2012 du 2e district congressionnel du Maine |
| ------------------------------------------------------- | ------------------------------------------------------- | ------------------------------------------------------- | ------------------------------------------------------- | ------------------------------------------------------- |
| Parti                                                   | Parti                                                   | Candidat                                                | Votes                                                   | %                                                       |
|                                                         | Démocrate                                               | Mike Michaud (sortant)                                  | 191 456                                                 | 58,2                                                    |
|                                                         | Républicain                                             | Kevin Raye                                              | 137 542                                                 | 41,8                                                    |
| Total des votes                                         | Total des votes                                         | Total des votes                                         | 328 998                                                 | 100 %                                                   |
|                                                         | Les Démocrates conservent                               |                                                         |                                                         |                                                         |

### 2014
| Élection de 2014 du 2e district congressionnel du Maine | Élection de 2014 du 2e district congressionnel du Maine | Élection de 2014 du 2e district congressionnel du Maine | Élection de 2014 du 2e district congressionnel du Maine | Élection de 2014 du 2e district congressionnel du Maine |
| ------------------------------------------------------- | ------------------------------------------------------- | ------------------------------------------------------- | ------------------------------------------------------- | ------------------------------------------------------- |
| Parti                                                   | Parti                                                   | Candidat                                                | Votes                                                   | %                                                       |
|                                                         | Républicain                                             | Bruce Poliquin                                          | 133 320                                                 | 47,03                                                   |
|                                                         | Démocrate                                               | Emily Ann Cain                                          | 118 568                                                 | 41.83                                                   |
|                                                         | Indépendant                                             | Blaine Richardson                                       | 31 337                                                  | 11,05                                                   |
|                                                         | Autres                                                  | Autres                                                  | 248                                                     | 0,09                                                    |
| Total des votes                                         | Total des votes                                         | Total des votes                                         | 283 473                                                 | 100 %                                                   |
|                                                         | Les Républicains prennent aux Démocrates                |                                                         |                                                         |                                                         |

### 2016
| Élection de 2016 du 2e district congressionnel du Maine | Élection de 2016 du 2e district congressionnel du Maine | Élection de 2016 du 2e district congressionnel du Maine | Élection de 2016 du 2e district congressionnel du Maine | Élection de 2016 du 2e district congressionnel du Maine |
| ------------------------------------------------------- | ------------------------------------------------------- | ------------------------------------------------------- | ------------------------------------------------------- | ------------------------------------------------------- |
| Parti                                                   | Parti                                                   | Candidat                                                | Votes                                                   | %                                                       |
|                                                         | Républicain                                             | Bruce Poliquin (sortant)                                | 192 878                                                 | 54,77                                                   |
|                                                         | Démocrate                                               | Emily Ann Cain                                          | 159 081                                                 | 45,17                                                   |
|                                                         | Libertarien                                             | Jay Parker Dresser (Déclaré Write-In)                   | 224                                                     | 0,06                                                    |
|                                                         | Bulletins Blancs                                        | Bulletins Blancs                                        | 12 703                                                  | N/A                                                     |
| Total des votes                                         | Total des votes                                         | Total des votes                                         | 364 886                                                 | 100 %                                                   |
|                                                         | Les Républicains conservent                             |                                                         |                                                         |                                                         |

### 2018
| Élection de 2018 du 2e district congressionnel du Maine | Élection de 2018 du 2e district congressionnel du Maine | Élection de 2018 du 2e district congressionnel du Maine | Élection de 2018 du 2e district congressionnel du Maine | Élection de 2018 du 2e district congressionnel du Maine |
| ------------------------------------------------------- | ------------------------------------------------------- | ------------------------------------------------------- | ------------------------------------------------------- | ------------------------------------------------------- |
| Parti                                                   | Parti                                                   | Candidat                                                | Votes                                                   | %                                                       |
|                                                         | Républicain                                             | Bruce Poliquin (sortant)                                | 134 184                                                 | 46,33                                                   |
|                                                         | Démocrate                                               | Jared Golden                                            | 132 013                                                 | 45,58                                                   |
|                                                         | Indépendant                                             | Tiffany L. Bond                                         | 16 552                                                  | 5,71                                                    |
|                                                         | Indépendant                                             | William R.S. Hoar                                       | 6 875                                                   | 2,37                                                    |
|                                                         | Bulletins Exclus                                        | Bulletins Exclus                                        | 6453                                                    | N/A                                                     |
| Total des votes                                         | Total des votes                                         | Total des votes                                         | 289 624                                                 | 100 %                                                   |
|                                                         | Démocrate                                               | Jared Golden                                            | 142 440                                                 | 50,62                                                   |
|                                                         | Républicain                                             | Bruce Poliquin (sortant)                                | 138 931                                                 | 49,38                                                   |
|                                                         | Les Démocrates prennent aux Républicains                |                                                         |                                                         |                                                         |

### 2020
| Élection de 2020 du 2e district congressionnel du Maine | Élection de 2020 du 2e district congressionnel du Maine | Élection de 2020 du 2e district congressionnel du Maine | Élection de 2020 du 2e district congressionnel du Maine | Élection de 2020 du 2e district congressionnel du Maine |
| ------------------------------------------------------- | ------------------------------------------------------- | ------------------------------------------------------- | ------------------------------------------------------- | ------------------------------------------------------- |
| Parti                                                   | Parti                                                   | Candidat                                                | Votes                                                   | %                                                       |
|                                                         | Démocrate                                               | Jared Golden (sortant)                                  | 197 974                                                 | 53,0                                                    |
|                                                         | Républicain                                             | Dale Crafts                                             | 175 228                                                 | 46,9                                                    |
|                                                         | Write-In                                                | Write-In                                                | 33                                                      | 0,0                                                     |
| Total des votes                                         | Total des votes                                         | Total des votes                                         | 373 235                                                 | 100 %                                                   |
|                                                         | Les Démocrates conservent                               |                                                         |                                                         |                                                         |

### 2022
| Primaire Démocrate de 2022 du 2e district congressionnel du Maine | Primaire Démocrate de 2022 du 2e district congressionnel du Maine | Primaire Démocrate de 2022 du 2e district congressionnel du Maine | Primaire Démocrate de 2022 du 2e district congressionnel du Maine | Primaire Démocrate de 2022 du 2e district congressionnel du Maine | Primaire Démocrate de 2022 du 2e district congressionnel du Maine | Primaire Démocrate de 2022 du 2e district congressionnel du Maine |
| ----------------------------------------------------------------- | ----------------------------------------------------------------- | ----------------------------------------------------------------- | ----------------------------------------------------------------- | ----------------------------------------------------------------- | ----------------------------------------------------------------- | ----------------------------------------------------------------- |
| Parti                                                             | Parti                                                             | Candidat                                                          | Votes                                                             | %                                                                 | Transfert                                                         | Tour d'élimination                                                |
|                                                                   | Démocrate                                                         | Jared Golden (sortant)                                            | 37 475                                                            | 100                                                               | 0                                                                 | Avancé (1)                                                        |

| Primaire Républicaine de 2022 du 2e district congressionnel du Maine | Primaire Républicaine de 2022 du 2e district congressionnel du Maine | Primaire Républicaine de 2022 du 2e district congressionnel du Maine | Primaire Républicaine de 2022 du 2e district congressionnel du Maine | Primaire Républicaine de 2022 du 2e district congressionnel du Maine | Primaire Républicaine de 2022 du 2e district congressionnel du Maine | Primaire Républicaine de 2022 du 2e district congressionnel du Maine |
| -------------------------------------------------------------------- | -------------------------------------------------------------------- | -------------------------------------------------------------------- | -------------------------------------------------------------------- | -------------------------------------------------------------------- | -------------------------------------------------------------------- | -------------------------------------------------------------------- |
| Parti                                                                | Parti                                                                | Candidat                                                             | Votes                                                                | %                                                                    | Transfert                                                            | Tour d'élimination                                                   |
|                                                                      | Républicain                                                          | Bruce Poliquin                                                       | 22 149                                                               | 60,1                                                                 | 0                                                                    | Avancé (1)                                                           |
|                                                                      | Républicain                                                          | Elizabeth Caruso                                                     | 14 699                                                               | 39,9                                                                 | 0                                                                    | 1                                                                    |

| Premier Tour de l'Élection de 2022 du 2e district congressionnel du Maine | Premier Tour de l'Élection de 2022 du 2e district congressionnel du Maine | Premier Tour de l'Élection de 2022 du 2e district congressionnel du Maine | Premier Tour de l'Élection de 2022 du 2e district congressionnel du Maine | Premier Tour de l'Élection de 2022 du 2e district congressionnel du Maine | Premier Tour de l'Élection de 2022 du 2e district congressionnel du Maine | Premier Tour de l'Élection de 2022 du 2e district congressionnel du Maine |
| ------------------------------------------------------------------------- | ------------------------------------------------------------------------- | ------------------------------------------------------------------------- | ------------------------------------------------------------------------- | ------------------------------------------------------------------------- | ------------------------------------------------------------------------- | ------------------------------------------------------------------------- |
| Parti                                                                     | Parti                                                                     | Candidat                                                                  | Votes                                                                     | %                                                                         | Transfert                                                                 | Tour d'élimination                                                        |
|                                                                           | Démocrate                                                                 | Jared Golden (sortant)                                                    | 153 074                                                                   | 48,4                                                                      | 0                                                                         | Remporte (2)                                                              |
|                                                                           | Républicain                                                               | Bruce Poliquin                                                            | 141 260                                                                   | 44,6                                                                      | 0                                                                         | 2                                                                         |
|                                                                           | Indépendant                                                               | Tiffany Bond                                                              | 21 655                                                                    | 6,8                                                                       | 0                                                                         | 2                                                                         |
|                                                                           | Write-In non déclarés                                                     | Write-In non déclarés                                                     | 393                                                                       | 0,1                                                                       | 0                                                                         |                                                                           |
| Total des votes                                                           | Total des votes                                                           | Total des votes                                                           | 316 382                                                                   | 100 %                                                                     | 100 %                                                                     | 100 %                                                                     |
|                                                                           | Les Démocrates conservent                                                 |                                                                           |                                                                           |                                                                           |                                                                           |                                                                           |

| Second Tour de l'Élection de 2022 du 2e district congressionnel du Maine | Second Tour de l'Élection de 2022 du 2e district congressionnel du Maine | Second Tour de l'Élection de 2022 du 2e district congressionnel du Maine | Second Tour de l'Élection de 2022 du 2e district congressionnel du Maine | Second Tour de l'Élection de 2022 du 2e district congressionnel du Maine | Second Tour de l'Élection de 2022 du 2e district congressionnel du Maine | Second Tour de l'Élection de 2022 du 2e district congressionnel du Maine |
| ------------------------------------------------------------------------ | ------------------------------------------------------------------------ | ------------------------------------------------------------------------ | ------------------------------------------------------------------------ | ------------------------------------------------------------------------ | ------------------------------------------------------------------------ | ------------------------------------------------------------------------ |
| Parti                                                                    | Parti                                                                    | Candidat                                                                 | Votes                                                                    | %                                                                        | Transfert                                                                | Tour d'élimination                                                       |
|                                                                          | Démocrate                                                                | Jared Golden (sortant)                                                   | 165 136                                                                  | 53,1                                                                     | 12 062                                                                   | Remporte (2)                                                             |
|                                                                          | Républicain                                                              | Bruce Poliquin                                                           | 146 142                                                                  | 46,9                                                                     | 4882                                                                     | 2                                                                        |
|                                                                          | Indépendant                                                              | Tiffany Bond                                                             | 0                                                                        | 0,0                                                                      | -21 655                                                                  | 2                                                                        |
| Total des votes                                                          | Total des votes                                                          | Total des votes                                                          | 316 382                                                                  | 100 %                                                                    | 100 %                                                                    | 100 %                                                                    |
| Total des votes épuisés                                                  | Total des votes épuisés                                                  | Total des votes épuisés                                                  | 5104                                                                     | 5104                                                                     | 5104                                                                     | 5104                                                                     |
|                                                                          | Les Démocrates conservent                                                |                                                                          |                                                                          |                                                                          |                                                                          |                                                                          |

### 2024
| Primaire Démocrate de 2024 du 2e district congressionnel du Maine | Primaire Démocrate de 2024 du 2e district congressionnel du Maine | Primaire Démocrate de 2024 du 2e district congressionnel du Maine | Primaire Démocrate de 2024 du 2e district congressionnel du Maine | Primaire Démocrate de 2024 du 2e district congressionnel du Maine | Primaire Démocrate de 2024 du 2e district congressionnel du Maine | Primaire Démocrate de 2024 du 2e district congressionnel du Maine |
| ----------------------------------------------------------------- | ----------------------------------------------------------------- | ----------------------------------------------------------------- | ----------------------------------------------------------------- | ----------------------------------------------------------------- | ----------------------------------------------------------------- | ----------------------------------------------------------------- |
| Parti                                                             | Parti                                                             | Candidat                                                          | Votes                                                             | %                                                                 | Transfert                                                         | Tour d'élimination                                                |
|                                                                   | Démocrate                                                         | Jared Golden (sortant)                                            | 23 183                                                            | 100                                                               | 0                                                                 | Avancé (1)                                                        |

| Primaire Républicaine de 2024 du 2e district congressionnel du Maine | Primaire Républicaine de 2024 du 2e district congressionnel du Maine | Primaire Républicaine de 2024 du 2e district congressionnel du Maine | Primaire Républicaine de 2024 du 2e district congressionnel du Maine | Primaire Républicaine de 2024 du 2e district congressionnel du Maine | Primaire Républicaine de 2024 du 2e district congressionnel du Maine | Primaire Républicaine de 2024 du 2e district congressionnel du Maine |
| -------------------------------------------------------------------- | -------------------------------------------------------------------- | -------------------------------------------------------------------- | -------------------------------------------------------------------- | -------------------------------------------------------------------- | -------------------------------------------------------------------- | -------------------------------------------------------------------- |
| Parti                                                                | Parti                                                                | Candidat                                                             | Votes                                                                | %                                                                    | Transfert                                                            | Tour d'élimination                                                   |
|                                                                      | Républicain                                                          | Austin Therlaut                                                      | 26 757                                                               | 66,6                                                                 | 0                                                                    | Avancé (1)                                                           |
|                                                                      | Républicain                                                          | Michael Soboleski                                                    | 13 419                                                               | 33,4                                                                 | 0                                                                    | 1                                                                    |

| Élection de 2024 du 2e district congressionnel du Maine | Élection de 2024 du 2e district congressionnel du Maine | Élection de 2024 du 2e district congressionnel du Maine | Élection de 2024 du 2e district congressionnel du Maine | Élection de 2024 du 2e district congressionnel du Maine | Élection de 2024 du 2e district congressionnel du Maine |
| ------------------------------------------------------- | ------------------------------------------------------- | ------------------------------------------------------- | ------------------------------------------------------- | ------------------------------------------------------- | ------------------------------------------------------- |
| Parti                                                   | Parti                                                   | Candidat                                                | Votes                                                   | Transfert                                               | Tour d'élimination                                      |
|                                                         | Démocrate                                               | Jared Golden (sortant)                                  | 197 151                                                 | 0                                                       | Remporte (1)                                            |
|                                                         | Républicain                                             | Austin Therialt                                         | 194 445                                                 | 0                                                       | 1                                                       |
|                                                         | Write-In                                                | Diana Merenda                                           | 0                                                       | 0                                                       | 1                                                       |
| Total des votes                                         | Total des votes                                         | Total des votes                                         | 391 596                                                 | 391 596                                                 | 391 596                                                 |
|                                                         | Les Démocrates conservent                               |                                                         |                                                         |                                                         |                                                         |